# أوستين إيوبانكس
أوستين إيوبانكس (بالإنجليزية: Austin Eubanks)‏ هو خطيب ومتحدث تحفيزي أمريكي، ولد في 7 أكتوبر 1981، وتوفي في 18 مايو 2019 في ستيمبوت سبرينغز في الولايات المتحدة بسبب جرعة زائدة.

## وصلات خارجية
- الموقع الرسمي